# 화순이양고등학교
화순이양고등학교(和順梨陽高等學校)는 전라남도 화순군 이양면 이양리에 위치한 공립 고등학교이다.

## 학교 연혁
- 1987년 12월 30일 : 화순이양고등학교 6학급 설립인가
- 1988년 3월 11일 : 개교 (화순이양고등학교 9학급 인가)
- 1992년 3월 1일 : 화순이양종합고등학교로 교명 변경 인가(상업과 1, 정보처리과 1, 보통과 1)
- 2004년 3월 1일 : 화순이양고등학교로 교명 변경 인가
- 2025년 1월 8일 : 제35회 32명 졸업(총 졸업생수 1,992명)
- 2025년 3월 1일 : 제13대 전승윤 교장 부임
- 2025년 3월 4일 : 제37회 34명 입학

## 참고 자료
- 화순이양고등학교 - 한국교육학술정보원 학교알리미